# Fabian Biörck
Carl Fabian Biörck est un gymnaste artistique suédois né le 21 octobre 1893 à Jönköping et mort le 27 septembre 1977 à Malmö.

## Biographie
Fabian Biörck fait partie de l'équipe de Suède qui remporte la médaille d'or en système suédois par équipes aux Jeux olympiques d'été de 1920 se tenant à Anvers.